# Контоєв Олександр Степанович
Олександр Степанович Контоєв (рос. Александр Степанович Контоев; нар. 12 грудня 1981, с. Магарас Гірського улусу, Якутська АРСР, СРСР) — російський і білоруський борець вільного стилю якутського походження, бронзовий призер чемпіонату світу, триразовий бронзовий призер чемпіонатів Європи, бронзовий призер Кубку світу. Майстер спорту Росії міжнародного класу.

## Біографія
Народився в спортивній якутській родині. Батько — Контоєв Степан Степанович, різнобічний спортсмен, є кандидатом у майстри спорту з вільної боротьби, самбо, лижних гонок, російських шашок, був першим тренером своїх синів. Заслужений працівник фізичної культури Республіки Саха (1999), відмінник народної освіти РРФСР (1986). Старший брат Герман — чемпіон світу з вільної боротьби. Інший старший брат Станіслав — дворазовий чемпіон світу серед молоді з шашок.
Боротьбою займається з 1993 року. Спочатку виступав за збірну Росії. Був у її складі чемпіоном світу 2000 року серед юніорів. На дорослому рівні ставав бронзовим призером чемпіонату світу та двічі бронзовим призером чемпіонатів Європи. На чемпіонаті світу 2001 року боровся в одній ваговій категорії (до 54 кг) зі своїм братом Германом, який вже тоді виступав за збірну Білорусі. У підсумку, Герман став чемпіоном, а Олександр — бронзовим медалістом. З 2006 року і сам Олександр почав виступати за збірну Білорусі.
Випускник Якутського державного університету.
Почесний громадянин Горного улусу (2007), лауреат Державної премії Республіки Саха імені О. Є. Кулаковського (2001).

## Виступи на Чемпіонатах світу
| Змагання                        | Збірна   | Вагова категорія | Місце  |
| ------------------------------- | -------- | ---------------- | ------ |
| Чемпіонат світу з боротьби 2001 | Росія    | 54 кг            | Бронза |
| Чемпіонат світу з боротьби 2002 | Росія    | 55 кг            | 14     |
| Чемпіонат світу з боротьби 2013 | Білорусь | 66 кг            | 10     |
| Чемпіонат світу з боротьби 2015 | Білорусь | 65 кг            | 22     |

## Виступи на Чемпіонатах Європи
| Змагання                         | Збірна   | Вагова категорія | Місце  |
| -------------------------------- | -------- | ---------------- | ------ |
| Чемпіонат Європи з боротьби 2002 | Росія    | 55 кг            | Бронза |
| Чемпіонат Європи з боротьби 2005 | Росія    | 55 кг            | Бронза |
| Чемпіонат Європи з боротьби 2010 | Білорусь | 60 кг            | 5      |
| Чемпіонат Європи з боротьби 2011 | Білорусь | 60 кг            | 9      |
| Чемпіонат Європи з боротьби 2013 | Білорусь | 66 кг            | Бронза |
| Чемпіонат Європи з боротьби 2016 | Білорусь | 65 кг            | 12     |

## Виступи на Кубках світу
| Змагання                    | Збірна   | Вагова категорія | Місце  |
| --------------------------- | -------- | ---------------- | ------ |
| Кубок світу з боротьби 2001 | Росія    | 54 кг            | Бронза |
| Кубок світу з боротьби 2003 | Росія    | 55кг             | 4      |
| Кубок світу з боротьби 2010 | Білорусь | 60 кг            | 5      |
| Кубок світу з боротьби 2013 | Білорусь | 66 кг            | 7      |

## Виступи на інших змаганнях
| Змагання                                                                 | Збірна   | Вагова категорія | Місце  |
| ------------------------------------------------------------------------ | -------- | ---------------- | ------ |
| Міжнародний меморіал Дейва Шульца 2001                                   | Росія    | 54 кг            | Золото |
| Міжнародний меморіал Дейва Шульца 2001                                   | Росія    | 54 кг            | Золото |
| Олімпійський кваліфікаційний турнір з вільної боротьби 2004 (Софія)      | Росія    | 55 кг            | Бронза |
| Чемпіонат світу серед студентів з боротьби 2005                          | Росія    | 60 кг            | Бронза |
| Гран-прі Німеччини з боротьби 2006                                       | Білорусь | 60 кг            | Бронза |
| Гран-прі Німеччини з боротьби 2009                                       | Білорусь | 60 кг            | 5      |
| Турнір Олександра Медведя 2011                                           | Білорусь | 60 кг            | Бронза |
| Меморіал Вацлава Циолковського 2011                                      | Білорусь | 60 кг            | 11     |
| Київський Міжнародний турнір з вільної боротьби 2012                     | Білорусь | 60 кг            | 5      |
| Олімпійський кваліфікаційний турнір з вільної боротьби 2012 (Софія)      | Білорусь | 60 кг            | 5      |
| Олімпійський кваліфікаційний турнір з вільної боротьби 2012 (Гельсінкі)  | Білорусь | 60 кг            | 5      |
| Турнір Дмитра Коркіна 2012                                               | Білорусь | 66 кг            | Золото |
| Гран-прі «Іван Яригін» 2013                                              | Білорусь | 66 кг            | 10     |
| Гран-прі «Іван Яригін» 2014                                              | Білорусь | 65 кг            | 14     |
| Турнір Олександра Медведя 2014                                           | Білорусь | 65 кг            | Срібло |
| Турнір Олександра Медведя 2015                                           | Білорусь | 65 кг            | Бронза |
| Турнір Алі Алієва 2015                                                   | Білорусь | 65 кг            | 10     |
| Турнір Дмитра Коркіна 2015                                               | Білорусь | 65 кг            | Бронза |
| Турнір Олександра Медведя 2016                                           | Білорусь | 65 кг            | 5      |
| Олімпійський кваліфікаційний турнір з вільної боротьби 2016 (Улан-Батор) | Білорусь | 65 кг            | 13     |